# Cee Pee Johnson
Eddie Shaw (Marshall, Texas, USA, 1910. február 21. – Los Angeles, Kalifornia, 1954. október ?) amerikai dzsesszzenész, énekes, zenekarvezető, multiinstrumentalista.

## Pályafutása
Clifton Byron Johnson néven született, a New Orleans-i Algirban nevelkedett. Dallasban jelent meg először lemeze az 1930-as évek elején. Testvére, Bert Johnson „The Sharps and Flats” együttesében játszott. Táncolt, énekelt, bendzsózott.
Az 1930-as közepén Los Angelesbe költözött és Emerson Scott együttesében játszott a hollywoodi „Onyx Clubban”, ahol aztán az együttes zenekarvezetője lett. Számos híres nyugati parti klubban játszott. Partnerei között volt Teddy Buckner, Karl George, Buddy Banks, Marshal Royal, Jack McVea, Johnny Miller, Buddy Collette. Együttesével számos filmben szerepelt. 1953-ban bejárta Dél-Amerikát.

## Lemezeiből
- Without You
- The 'g' Man Got The 't' Man
- Cee Pee Johnson And Band: The G Man Got The T Man
- Boogie Woogie Lou
- Your Wig Is Gone: Cee Pee Johnson Orchesta
- I'm So Lonesome
- Hour After Hour
- My Little Girl: Cee Pee Johnson Orchesta
- Introduction & Drum Roll

## Filmek
- Fox Movietone Follies of 1929
- The Music Goes 'Round (1936)
- Woodland Café (1937) (kórus)
- Mystery in Swing (1940) – és zenekara
- Citizen Kane (1941) – dobok
- Tom, Dick and Harry (1941)
- Birth of the Blues (1941)
- Hellzapoppin' (1941) – ... és zenekara
- Swing for Your Supper (1941) – karmester; + Dorothy Dandridge
- Jump In (soundie; 1942) –  ... és zenekara
- The Desert Song (1943) (ütőhangszerek)
- Jungle Jig (soundie; 1944) ... és zenekara, + Dorothy Dandridge
- To Have and Have Not (1944) – dobok
- The Jolson Story (1946) – dobok
- The Razor's Edge (1946) – karmester
- The Foxes of Harrow (1947) – dobok